# Orca (nave)
L'orca fu un veliero sviluppato nel Basso Medioevo nei Paesi Bassi partendo dal modello di una barca da fiume. Sviluppò le innovazioni tecnologiche della cocca massicciamente utilizzata dai commercianti della Lega Anseatica, divenendo il legno più in uso nel Nord Europa a partire dal XIV secolo, seppur la sua esistenza ci sia stata riportata solo da fonti documentarie ed iconografiche.

## Etimologia
Il nome di lingua inglese hulk potrebbe derivare dalla parola greca ὸλχάς (holkás), lett. "barca rimorchiata", che sarebbe coerente con l'uso dell'orca arcaica come chiatta fluviale. L'etimo ha anche un significato medievale di "scavato" o "simile a un guscio", che richiama la forma arcatipica di questo natante. In lingua italiana, il natante è chiamato "orca" come il cetaceo o "urca"/"ulca".

## Storia
Non è chiaro quando l'orca apparve nell'Europa medievale. Mancano prove archeologiche perché non è stato trovato alcun relitto. Sono invece presenti prove iconografiche e documentarie. È comunemente accettato dagli studiosi che l'orca sia nata nei Paesi Bassi come nave fluviale seppur non sia chiaro dove. I riferimenti alle orche nel codice legale di Etelredo II d'Inghilterra risalgono all'anno 1000 e ce li presentanto come natanti più piccoli delle cocche, con scarse capacità di carico e quindi poco tassate. Nel XIV secolo, le leggi inglesi tassano invece le orche più di qualsiasi altro natante, testimoniandoci la loro aumentata capacità di carico dovuta, quasi certamente, ad un aumento delle dimensioni del loro scafo. Fu in quel tempo, infatti, che la Lega anseatica adottò l'orca come nave principale e dismise la cocca. Non è però facile capire se questa sia stata una conseguenza di una percezione delle carenze della cocca o di uno spostamento della geografia economica del Nord Europa verso i Paesi Bassi. Nel corso XV secolo, l'orca fu a sua volta sostituita dalla caravella inventata dai portoghesi.

## Descrizione
L'orca è raffigurata con un solo albero, nel mezzo della nave, armato a vela quadra. Lo scafo era costruito con fasciame a clinker inverso. Aveva due castelli, uno a prua e uno a poppa. Il timone era al quarto di tribordo nelle raffigurazioni arcaiche e mediano in quelle tarde. Il disegno complessivo della nave fonde elementi precedenti: il singolo albero a vela quadra ed il timone di tribordo richiamano le navi vichinghe mentre la forma della chiglia è simile a quella della cocca. La struttura interna della nave doveva probabilmente prevedere l'assenza di un dritto di prua e di un dritto di poppa, e le grandi dimensioni delle orche devono essere state raggiunte allargando lo scafo per tramite di finti pali poppieri e prodieri, raggiungendo e poi superando la stazza delle cocche. 
A causa dell'uso diffuso da parte della Lega anseatica e della materia delle prove documentali inglesi, gli studiosi accettano che l'orca fosse principalmente una nave mercantile. È anche possibile che servisse come nave da guerra. L'uso del timone mediano e dei remi come raffigurato in alcuni manoscritti miniati renderebbe l'orca più manovrabile della cocca pur mantenendo le grandi dimensioni che ne facevano una buona piattaforma di combattimento.

## Raffigurazioni medievali dell'orca
- Sigillo della città di New Shoreham (1295): il sigillo raffigura una nave assomigliante ad un'orca, con un solo albero centrato, due castelli alle due estremità e fasciame di clinker inverso.[3]
- Chronicon ex chronicis di Giovanni di Worcester (completata prima della sua morte nel 1140).
- Vita di San Tommaso di Canterbury (1240).
- Bibbia di Holkhan (1327-1335 ca.).
- La vita dei santi Edmund e Fremund di John Lydgate (1443-1444 ca.).
- Sigillo della Corte dell'Ammiragliato di Bristol (1446).